# Pinerolo
Pinerolo är en stad och kommun i storstadsregionen Turin, innan 2015 provinsen Turin, i regionen Piemonte, Italien. Kommunen hade 35 947 invånare (2017). Staden ligger på 376 meters höjd över havet, cirka 50 kilometer sydväst om Turin. Pinerolo gränsar till kommunerna Buriasco, Cantalupa, Cumiana, Frossasco, Garzigliana, Macello, Osasco, Pinasca, Piscina, Porte, Roletto, San Pietro Val Lemina, San Secondo di Pinerolo och Scalenghe.
I Pinerolo hölls curlingen vid de olympiska vinterspelen 2006.

## Historia
Pinerolo har varit bebott sedan förhistorisk tid, det bevisas av fragment från bronsverktyg, armband, yxor och mejslar som har hittats i närheten av Piazza Guglielmone.
Åren 1536-1574, 1631-1693 och 1801-1814 tillhörde staden Frankrike.